# Amalgame sémantique
 (juin 2024).
Pour les articles homonymes, voir Amalgame.
Les accusations d'amalgame, les dénonciations d'amalgames propres à exclure tel ou tel individu, parti, ou groupe humain défrayent la chronique, et sont récurrentes dans les débats politiques, les articles de presse, les émissions radiophoniques, télévisuelles et les forums internet, que la discussion oppose des spécialistes ou des gens ordinaires.
Dans les échanges verbaux, ou écrits, « faire un amalgame entre deux choses », c'est rapprocher, associer ces deux choses sans qu'elles soient liées naturellement, et sans qu'il soit raisonnablement pertinent de les lier entre elles. Il s'agit d'une  confusion d'ordre sémantique.

## Lexicographie
Le mot amalgame provient de l'arabe amal al-gamā : fusion, union charnelle.
En chimie, il désigne l'alliage liquide, pâteux ou solide formé à partir du mercure. Par extension le terme s'est appliqué à des alliages plus divers, puis à des mélanges de tous types (par exemple, dans le vocabulaire militaire, l'amalgame dans une même unité de troupes de différentes origines, )
Enfin, en sémantique, il s'applique à tout mélange d'idées, toute mixture de concepts abusive, tout rapprochement fallacieux tels que juif/sioniste, ou musulman/terroriste, ou islamo-gauchiste, ou le fameux hitléro-trotskyste que Staline avait imposé dans les années 1930 pour qualifier tout opposant ou supposé tel.
Plus simplement, dans les échanges verbaux, ou écrits, « faire un amalgame entre deux choses », c'est rapprocher, associer ces deux choses sans qu'elles soient liées naturellement, et sans qu'il soit raisonnablement pertinent de les lier entre elles. Il s'agit d'une  confusion d'ordre sémantique.
Elle peut être accidentelle, résultant d'associations d'idées chez des personnes maîtrisant incomplètement le thème abordé.

## Mécanisme argumentatif de l'amalgame
Mais elle est souvent délibérée, il s'agit alors d'une technique d'argumentation principalement utilisée pour discréditer l'idée adverse ou même son auteur. Elle relève de la désinformation et possède une grande efficacité du fait de sa rapidité et de sa simplicité opposées à la difficulté d'en démontrer le mécanisme et le caractère trompeur.
Jean-Jacques Robrieux (1993) , dans un chapitre consacré aux “limites de l’argumentation”, en propose la définition suivante : « vice de raisonnement, volontaire ou non, qui cause de l’embarras à ceux qui se laissent priver d’un choix sous prétexte qu’on leur impose un ensemble préconstitué à prendre ou à laisser »    
Pierre Oléron (1987) oppose aux rapprochements effectués sur des bases rationnelles (ex. : liaison acte/personne), les rapprochements de type associatif, qui jouent davantage sur les charges affectives que sur les liens logiques – rapprochements au nombre desquels il compte l’amalgame, qui « présente comme lié, participant d’une même nature, ce qui peut ne comporter qu’une ressemblance ou des liens superficiels ou accidentels »   

## L'accusation d'amalgame, un mode de réfutation normatif
La première des contre-mesures consiste à dénoncer l'action, d'où l'utilité du concept d'« amalgame ». Voir amalgame (communication).
Inversement, il peut être commode, pour invalider le discours de son adversaire, de l'accuser — à tort ou à raison — de faire un « amalgame ». Désigner un procédé argumentatif comme étant un amalgame, c'est à la fois le catégoriser comme relevant d'une argumentation par comparaison, et aussi le dénoncer comme insatisfaisant. C'est donc le symptôme d'un mouvement de réfutation. Et cela met moralement l'adversaire en accusation.
L'accusation d'amalgame, fréquente dans les milieux dirigeants ou la presse peut aussi témoigner d'une activité d'interprétation et d'évaluation plus ou moins spontanée chez un public assez vaste qui lui-même argumente, notamment, sur les réseaux sociaux. L'analyse des arguments n'est pas une activité aux mains des seuls spécialistes.
Des amalgames identitaires peuvent d'ailleurs placer des populations importantes dans des situations  plus qu'inconfortables, d'où leur besoin de rétablir les faits..
Enfin, les mouvements anti-démocratiques n'hésitent jamais à formuler et exploiter des amalgames pour aliéner leurs cibles,. Auquel cas, il est nécessaire au maintien des libertés de démasquer ces amalgames.